# Пац
Пац (алб. Pac) је насељено место у општини Тропоја у округу Кукеш, Албанија. Према попису из 1989. године било је 615 становника.
Пац су једно од насеља племена Битићи.